# Campionato mondiale di hockey su ghiaccio 2018
Il Campionato mondiale di hockey su ghiaccio 2018 è stata la 82ª edizione del massimo campionato di hockey su ghiaccio per nazionali organizzato dalla IIHF.

## I tornei

### Campionato mondiale di hockey su ghiaccio maschile
L'82° Campionato mondiale di hockey su ghiaccio maschile di gruppo A si è tenuto dal 4 al 20 maggio a Copenaghen e a Herning, in Danimarca.
I tornei delle divisioni inferiori si sono svolti nelle date e nei luoghi seguenti:
- Prima divisione:
  - Gruppo A: 22-28 aprile a Budapest, Ungheria
  - Gruppo B: 22-28 aprile a Kaunas, Lituania
- Seconda divisione:
  - Gruppo A: 23-29 aprile a Tilburg, Paesi Bassi
  - Gruppo B: 14-20 aprile a Granada, Spagna
- Terza divisione: 16-22 aprile a Città del Capo, Sudafrica
  - Qualificazioni alla Terza divisione: 25-28 febbraio a Sarajevo, Bosnia Erzegovina

### Campionato mondiale di hockey su ghiaccio femminile
Il 20° Campionato mondiale di hockey su ghiaccio femminile di gruppo A non si è disputato in quanto anno olimpico.
Le divisioni inferiori si sono svolte nelle date e nei luoghi seguenti:
- Prima divisione:
  - Gruppo A: 8-14 aprile a Vaujany, in Francia
  - Gruppo B: 8-14 aprile ad Asiago, Italia
- Seconda divisione:
  - Gruppo A: 31 marzo-6 aprile a Maribor, Slovenia
  - Gruppo B: 17-23 marzo ad Valdemoro, Spagna
    - Qualificazione alla Seconda divisione Gruppo B: 4-9 dicembre 2017 a Sofia, Bulgaria

### Campionato mondiale di hockey su ghiaccio U-20 maschile
Il 42° Campionato mondiale di hockey su ghiaccio U20 maschile di gruppo A si è svolto dal 26 dicembre al 5 gennaio a Buffalo, negli Stati Uniti d'America.
Le divisioni inferiori si sono disputate nelle date e nei luoghi seguenti:
- Prima divisione:
  - Gruppo A: 10-16 dicembre 2017 a Courchevel e Méribel, Francia
  - Gruppo B: 9-15 dicembre 2017 a Maribor, Slovenia
- Seconda divisione:
  - Gruppo A: 10-16 dicembre 2017 a Dumfries, Regno Unito
  - Gruppo B: 10-26 gennaio a Belgrado, Serbia
- Terza divisione: 22-28 gennaio a Sofia, Bulgaria
  - Qualificazioni alla Terza divisione: 5-7 febbraio a Città del Capo, Sudafrica

### Campionato mondiale di hockey su ghiaccio U-18 maschile
Il 20° Campionato mondiale di hockey su ghiaccio U18 maschile di gruppo A si è svolto dal 19 al 29 aprile a Čeljabinsk e Magnitogorsk, in Russia.
Le divisioni inferiori si sono disputate nelle date e nei luoghi seguenti:
- Prima divisione:
  - Gruppo A: 2-8 aprile a Riga, Lettonia
  - Gruppo B: 14-20 aprile ad Kiev, Ucraina
- Seconda divisione:
  - Gruppo A: 1-7 aprile a Tallinn, Estonia
  - Gruppo B: 24-30 marzo a Zagabria, Croazia
- Terza divisione:
  - Gruppo A: 26 marzo-1 aprile a Erzurum, Turchia
  - Gruppo B: 26-28 aprile a Queenstown, Nuova Zelanda

### Campionato mondiale di hockey su ghiaccio U-18 femminile
L'11° Campionato mondiale di hockey su ghiaccio U18 femminile di gruppo A si è tenuto dal 6 al 13 gennaio a Dmitrov, in Russia.
Le divisioni inferiori si sono disputate nelle date e nei luoghi seguenti:
- Prima divisione: 
  - Gruppo A: 8-14 gennaio ad Asiago, Italia
  - Gruppo B: 6-12 gennaio a Katowice, Polonia
- Qualificazioni alla Prima divisione - Gruppo B: 30 gennaio-4 febbraio a Città del Messico, Messico